# Schemmerbach
Der Schemmerbach, auch Schemmer genannt, ist ein 10,9 km langer, südwestlicher und orographisch rechter Zufluss der Wehre im Werra-Meißner-Kreis im Nordostteil von Nordhessen (Deutschland).

## Name
Der Ort Schemmern wird im Jahr 985 als Scamberaha erstmals schriftlich erwähnt. Die Endung -aha bezeichnete im Althochdeutschen ein Fließgewässer, während sich das Bestimmungswort möglicherweise vom Wort scammi „kurz“ bzw. als Steigerungsform *Skammira „die Kürzere“ ableitet.

## Verlauf
Der Schemmerbach entspringt im Südwestteil des Werra-Meißner-Kreises im Stölzinger Gebirge. Seine Quelle liegt südwestlich von Stölzingen, einem Gutshof im südwestlichen Stadtgebiet von Waldkappel. Rund 1 km westlich der Stölzinger Kuppe (473,9 m ü. NHN) entfließt sie nahe der Landesstraße 3226 einem kleinen Stillgewässer auf etwa 387 m Höhe.
Anfangs läuft der im Naturraum Schemmerbachgrund gänzlich entlang der L 3226 verlaufende Schemmerbach nordnordostwärts nach Gehau, einem südöstlichen Stadtteil von Waldkappel. Nach Durchqueren des Dorfs verläuft das Gewässer, weiterhin im Waldkappeler Gebiet, nordwärts nach Schemmern. Von dort fließt es nordostwärts nach Burghofen. Westlich oberhalb des nun nach Friemen strebenden Bachs verläuft fortan die Trasse des stillgelegten Abschnitts Spangenberg–Waldkappel der Kanonenbahn.
Schließlich mündet der Schemmerbach direkt nach Durchqueren der Waldkappeler Kernstadt auf rund 225 m Höhe in den Werra-Zufluss Wehre.

## Einzugsgebiet und Zuflüsse
Zu den teils auch höheren (siehe Einrückung) Zuflüssen des Schemmerbachs, dessen Einzugsgebiet 42,751 km² umfasst, gehören mit orographischer Zuordnung (l = linksseitig, r = rechtsseitig), Gewässerlänge, Mündungsort mit Schemmerbachkilometer und – wenn bekannt – Einzugsgebiet (flussabwärts betrachtet) /:
- Hüttengraben (l; 2,5 km), in Gehau (nahe km 9,25), 3,411 km²
  - (Bach an der Kreuzdelle) (l)
    - (Bach von Stolzhausen) (r)

  - (Zufluss) (l) in Gehau
- Fischbach (l; 2,3 km), in Burghofen (nahe km 5,55), 7,82 km²
  - Ballrodsbach (r)
    - Eselsbach (l)
- Goldbach (r; 1,6 km), direkt unterhalb Burghofen (nahe km 5,45), 12,721 km²
- Hetze (l; 5,6 km), in Friemen (nahe km 3,95), 8,99 km²
  - Labbach (l), nach Mäckelsdorf
- Rechtebach (r; 3,9 km), oberhalb Waldkappel (nahe km 1,55)